# Blennidus bistriatus
Blennidus bistriatus là một loài bọ chân chạy thuộc phân họ Pterostichinae. Loài này được Straneo mô tả năm 1951.